# Periyakurichi
Periyakurichi es una ciudad censal situada en el distrito de Cuddalore en el estado de Tamil Nadu (India). Su población es de 7599  habitantes (2011). Se encuentra a 36 km de Cuddalore.

## Demografía
Según el censo de 2011 la población de Periyakurichi era de 7599 habitantes, de los cuales 3841 eran hombres y 3758 eran mujeres. Periyakurichi tiene una tasa media de alfabetización del 84,12%, superior a la media estatal del 80,09%: la alfabetización masculina es del 91,79%, y la alfabetización femenina del 76,17%.